# ヤマゼリ属
ヤマゼリ属（ヤマゼリぞく、学名：Ostericum、和名漢字表記：山芹属）はセリ科の属の一つ。

## 特徴
多年草。シシウド属に近縁で似ているが、葉は薄く、縁はシシウド属のように硬くて白い鋸歯にはならない。萼歯片は常に存在する。果実は成熟時に種子と果皮が離れ、分果の隆条は細くて互いに離れる。分果の表皮細胞の外側が凸レンズ状に突起し、特殊な光沢をもつ。
世界に9種知られ、日本には2種ある。

## 種

### 日本に分布する種
- ヤマゼリ Ostericum sieboldii (Miq.) Nakai -本州、四国、九州、朝鮮、中国（東北地方南部）に分布する。
  - ケヤマゼリ Ostericum sieboldii (Miq.) Nakai f. hirtulum (Hiyama) H.Hara
  - ハナヤマゼリ Ostericum sieboldii (Miq.) Nakai f. roseum Hiyama
- ミヤマニンジン Ostericum florentii (Franch. et Savat.) Kitag. -本州の関東地方、中部地方に分布する。

### その他の種
- ニオイウド Ostericum grosseserratum (Maxim.) Kitag.
- ホソバセンキュウ Ostericum maximowiczii (F.Schmidt) Kitag.
  - コバノセンキュウ Ostericum maximowiczii (F.Schmidt) Kitag. var. australe (Kom.) Kitag.
- チョウセンノダケ Ostericum praeteritum Kitag.
- ミドリノダケ Ostericum viridiflorum (Turcz.) Kitag.

## ギャラリー
- ヤマゼリ
- ミヤマニンジン